# Cadaba
Cadaba is een geslacht uit de familie Capparaceae. De soorten uit het geslacht komen voor in de (sub)tropische delen van de Oude Wereld.

## Soorten
- Cadaba aphylla (Thunb.) Wild
- Cadaba baccarinii Chiov.
- Cadaba barbigera Gilg
- Cadaba benguellensis Mendes
- Cadaba capparoides DC.
- Cadaba carneoviridis Gilg & Gilg-Ben.
- Cadaba divaricata Gilg
- Cadaba farinosa Forssk.
- Cadaba fruticosa (L.) Druce
- Cadaba gillettii R.A.Graham
- Cadaba glaberrima Gilg & Gilg-Ben.
- Cadaba glandulosa Forssk.
- Cadaba insularis A.G.Mill.
- Cadaba kassasii Chrtek
- Cadaba kirkii Oliv.
- Cadaba linearifolia (J.Graham) M.R.Almeida
- Cadaba longifolia DC.
- Cadaba madagascariensis Baill.
- Cadaba mirabilis Gilg
- Cadaba natalensis Sond.
- Cadaba parvula Polhill
- Cadaba rotundifolia Forssk.
- Cadaba ruspolii Gilg
- Cadaba schroeppelii Suess.
- Cadaba somalensis Franch.
- Cadaba stenopoda Gilg & Gilg-Ben.
- Cadaba termitaria N.E.Br.
- Cadaba trifoliata Wight & Arn.
- Cadaba virgata Bojer